# Gottfried August Bürger
Pour les articles homonymes, voir Bürger.
Œuvres principales
- Lenore (1773)
- Le paysan à son très vénéré tyran (1773)
- Le Féroce Chasseur (1751)

Compléments
- Professeur à l’université de Göttingen.

Gottfried August Bürger, né dans la nuit du 31 décembre 1747 au 1er janvier 1748 à Molmerswende et mort le 8 juin 1794 à Göttingen, est un poète allemand, aussi connu sous le pseudonyme de Jocosus Hilarius.

## Biographie
Bürger est le fils d’un pasteur (Johannes Bürger, mort en 1764) ; sa mère est une femme sans instruction. Après avoir fréquenté l'école municipale d'Aschersleben, il commence des études de théologie dont il n'a nullement envie à Halle (1764) ; son professeur Klotz éveille sa nature poétique mais aussi la dissipation et le libertinage. Ces problèmes lui valent d'être rappelé par son grand-père maternel — propriétaire d'une ferme à Aschersleben et dont il dépendait financièrement depuis la mort de son père — qui le reprend en main.
En 1768, il change d'orientation et étudie plus sérieusement le droit à Göttingen. Ses premiers poèmes sont publiés avec succès en 1771 dans le Göttinger Musenalmanach (de) édité par Heinrich Christian Boie et Friedrich Wilhelm Gotter. Il termine ses études et obtient en 1772, grâce à son ami Boie, un emploi d'administrateur particulièrement ennuyeux à Alte Gleichen (de) qui lui laisse peu de temps pour l'écriture.
Il reste cependant en contact avec ses amis de Göttingen et les poètes du Göttinger Hainbund qui se proposent de pousser la poésie allemande dans la voie d’originalité toute nationale ouverte par Klopstock, bien qu'il n'en fasse pas partie. En 1773, le Göttinger Musenalmanach publie son premier poème de protestation, qui le rend aussitôt célèbre : Der Bauer An seinem Durchlauchtigen Tyranen (Le paysan à son très vénéré tyran) et sa célèbre ballade Lenore.

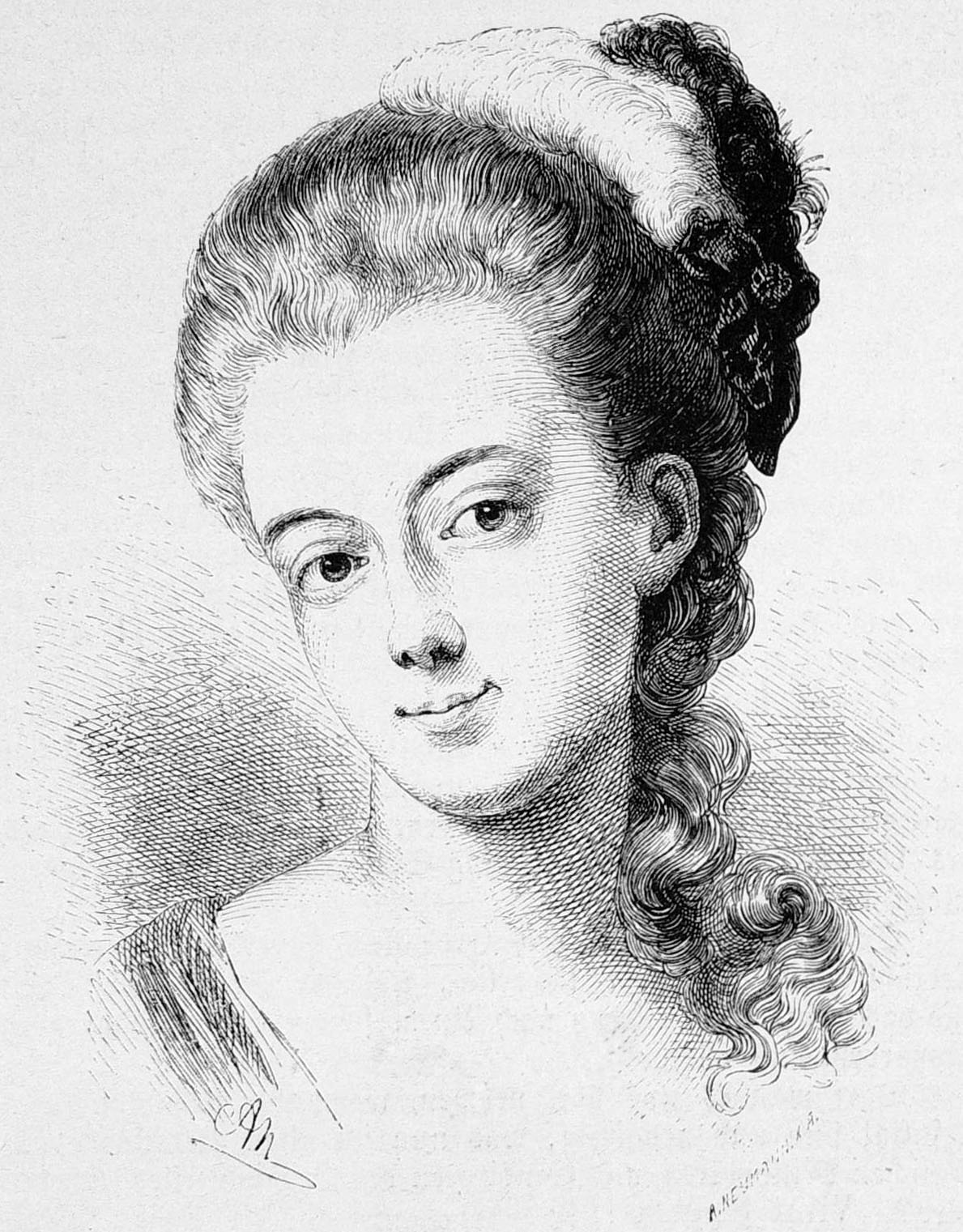
Augusta Leonhart, sœur de l'épouse de Bürger, la “Molly” de ses poèmes.

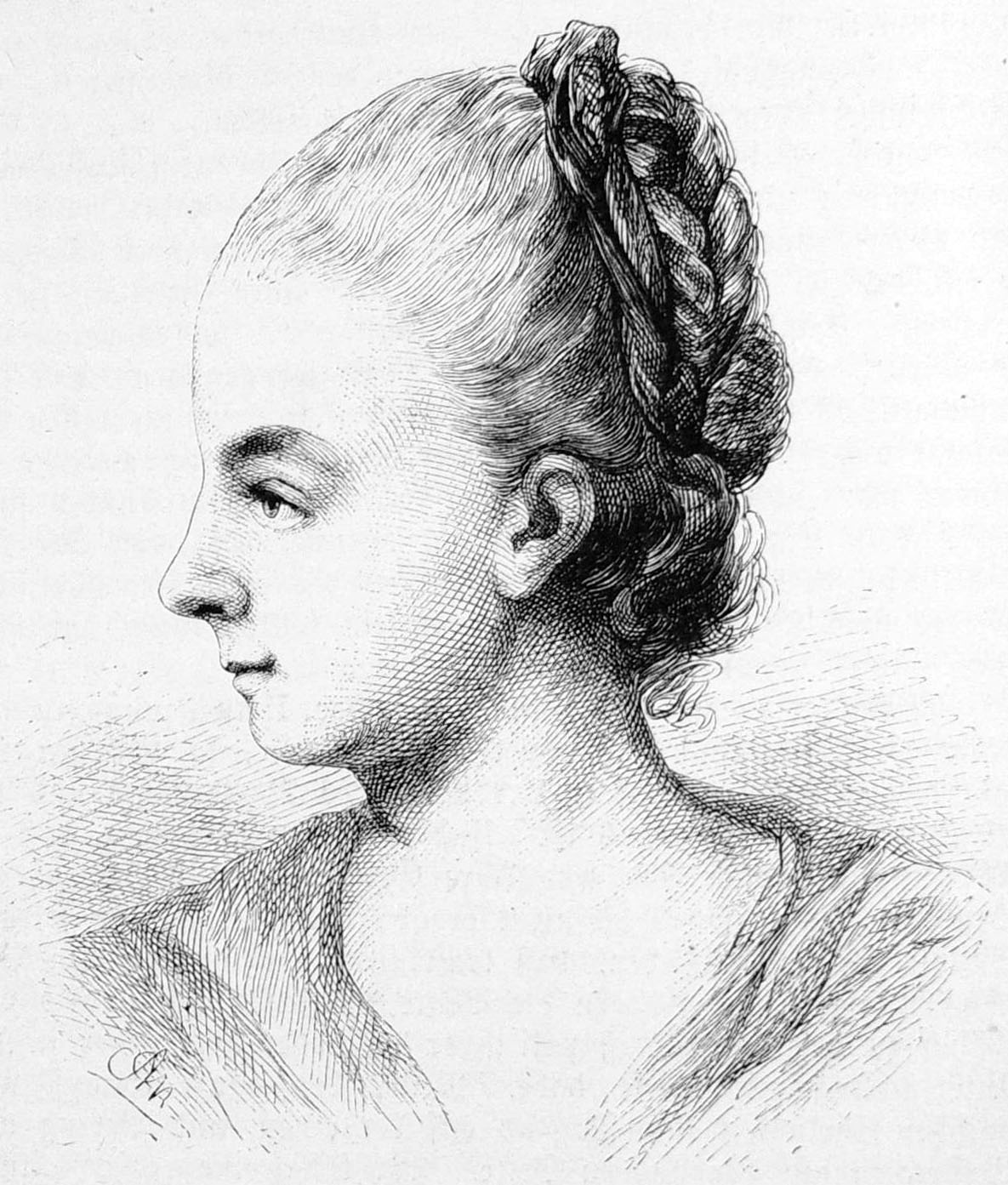
Dorothea Bürger, d'après un pastel de sa sœur Augusta en 1781.

Le 22 novembre 1774, il se marie avec Dorothea Marianne Leonart, la fille d'un fonctionnaire de Hanovre avec qui il a trois filles ; cependant il tombe amoureux de sa belle-sœur Augusta Maria Wilhelmine Eva Leonart, qu’il nomme « Molly » dans ses vers. En 1778, Bürger devient rédacteur en chef du Göttinger Musenalmanach, poste qu'il conserve jusqu'à sa mort. La même année, il publie son premier recueil de poèmes. En 1780, il prend une ferme à Appenrode, mais perd tellement d'argent qu'il abandonne l'entreprise. Les problèmes pécuniaires l'oppressent et, accusé de négliger ses fonctions officielles, il a le sentiment que son honneur est attaqué et démissionne. Il se retire à Göttingen en 1784 où devient maître de conférence.
Dorothea meurt le 30 juillet 1784 et il épouse « Molly » le 29 juin 1785. Cependant, elle meurt en couches le 9 janvier 1786. Il sombre alors dans la dépression et vit dans une situation voisine de la misère, ayant démissionné de l’université de Göttingen dont il était agrégé. Il n’était plus que professeur extraordinaire de philosophie et, sans traitement, ne vivait que de traductions. Il se marie une troisième fois avec Élise Hahn, une jeune fille de Stuttgart qui, s’étant éprise du poète déjà vieux, lui avait offert sa main, dans une épître en vers. Le divorce est rapidement prononcé aux torts de sa femme, qui perd sa dot de 1 177 thalers. Élise devient une actrice de peu de talent et puis poseuse dans des tableaux vivants. On cite d’elle un recueil de Poésies (Gedichte, Hambourg, 1812), une pièce de théâtre, Adélaïde, comtesse de Teck (Ibid., 1799) et un roman, Les erreurs du cœur des femmes (Irrgänge des weiblichen Herzens, Altona, 1799). Elle meurt aveugle en 1833.
Profondément blessé par la critique de la deuxième édition de ses poèmes par Schiller dans l’Allgemeine Literatur-Zeitung (de) de 1791, malheureux en santé et en fortune, Bürger mène une existence précaire en tant que professeur à Göttingen jusqu'à ce que, atteint par la tuberculose, il meurt le 8 juin 1794.

## Œuvre
Bürger est un des poètes allemands dont la réputation s’est le plus répandue à l’étranger. Au lieu de s’enfermer dans l’école de poésie nationale qui prenait Klopstock pour modèle, il chercha à se rapprocher de Wieland, en modifiant les données exclusives des anciennes traditions germaniques par la libre mise en œuvre de tous les sentiments humains, et en admettant dans la versification allemande tous les éléments de rythme et d’harmonie propres aux langues modernes au point qu’on lui a quelquefois reproché, en son temps, d’avoir abaissé sa poésie à la vulgarité pour la rendre plus populaire.
Les œuvres les plus remarquables de Bürger sont ses Ballades, dont les principales ont été traduites ou imitées dans toutes les langues et mises en musique par des compositeurs célèbres. Suivant Germaine de Staël qui, la première, en a donné de saisissantes analyses, « Bürger est de tous les Allemands celui qui a le mieux saisi cette veine de superstition qui conduit si loin dans le fond du cœur. » Lénore, traduite par Gérard de Nerval en 1830, et Le Chasseur sauvage (Der wilde Jäger) produisent au plus haut point cette émotion superstitieuse, dont la raison ne peut nous défendre entièrement. Dans la première, la révolte d’une jeune fille contre la douleur et la Providence qui la lui envoie, est punie d’une façon terrible lorsque la terre l’engloutit dans les bras du squelette de l’amant qu’elle accusait le ciel de lui avoir ravi. Un indicible effroi sort de cette poésie ; on sent dans toute l’histoire, suivant l’expression de Germaine de Staël, quelque chose de funeste, et l’âme est constamment ébranlée. Il règne d’un bout à l’autre des trente-deux strophes de huit vers de la ballade de Lénore une rapidité vertigineuse ; les objets paraissent et fuient, les sentiments se précipitent, la catastrophe arrive en toute hâte et éclate formidable. Au terrible refrain « Hurra ! die Todten reiten schnell ! » (Les morts vont vite !) répond ce cri de douleur de la fiancée : « O weh ! lass ruhe die Todten ! » (De grâce, laisse en paix les morts !)

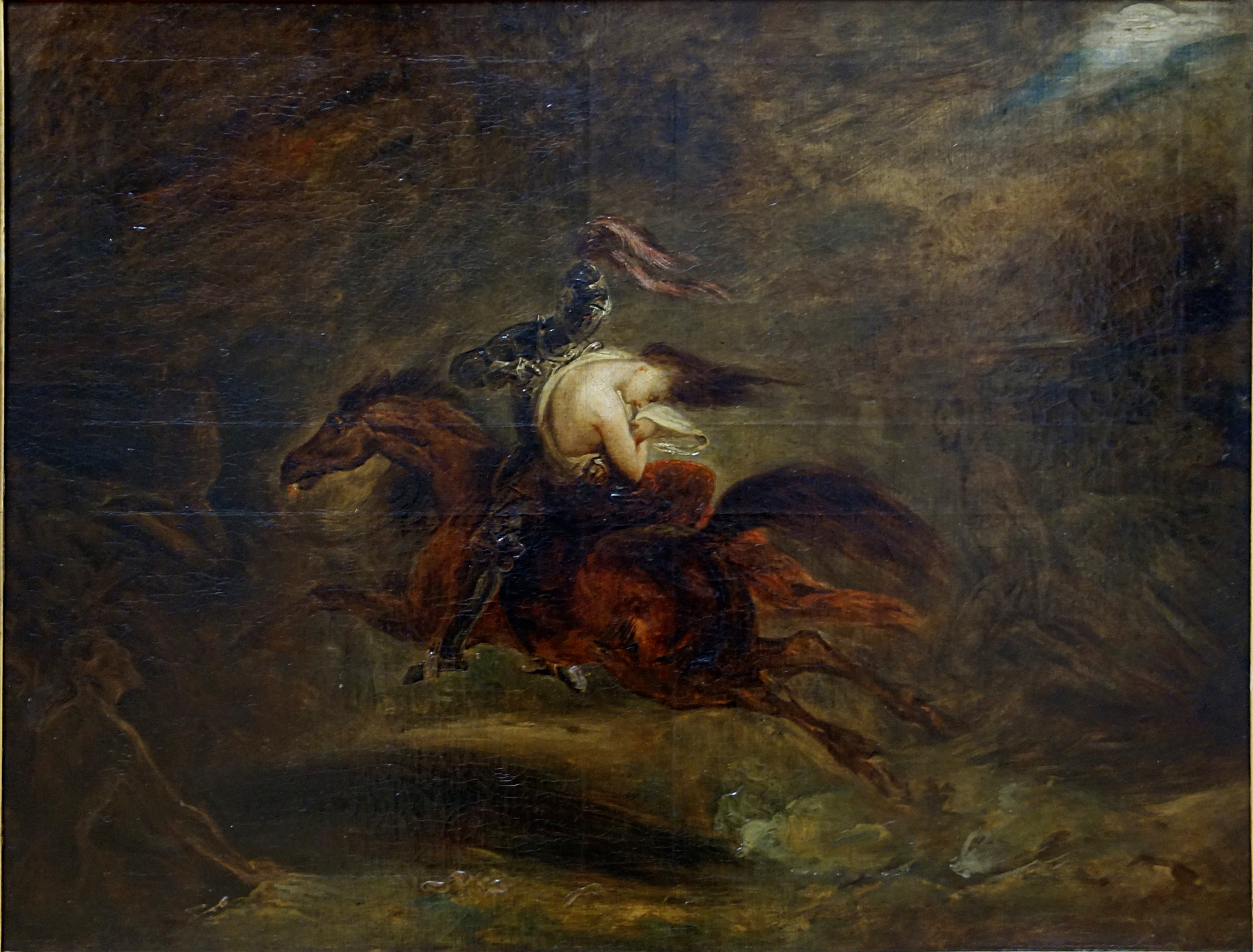
Lénore. Les morts vont vite, huile sur toile d’après Nerval, par Ary Scheffer, après 1830, coll. Palais des beaux-arts de Lille

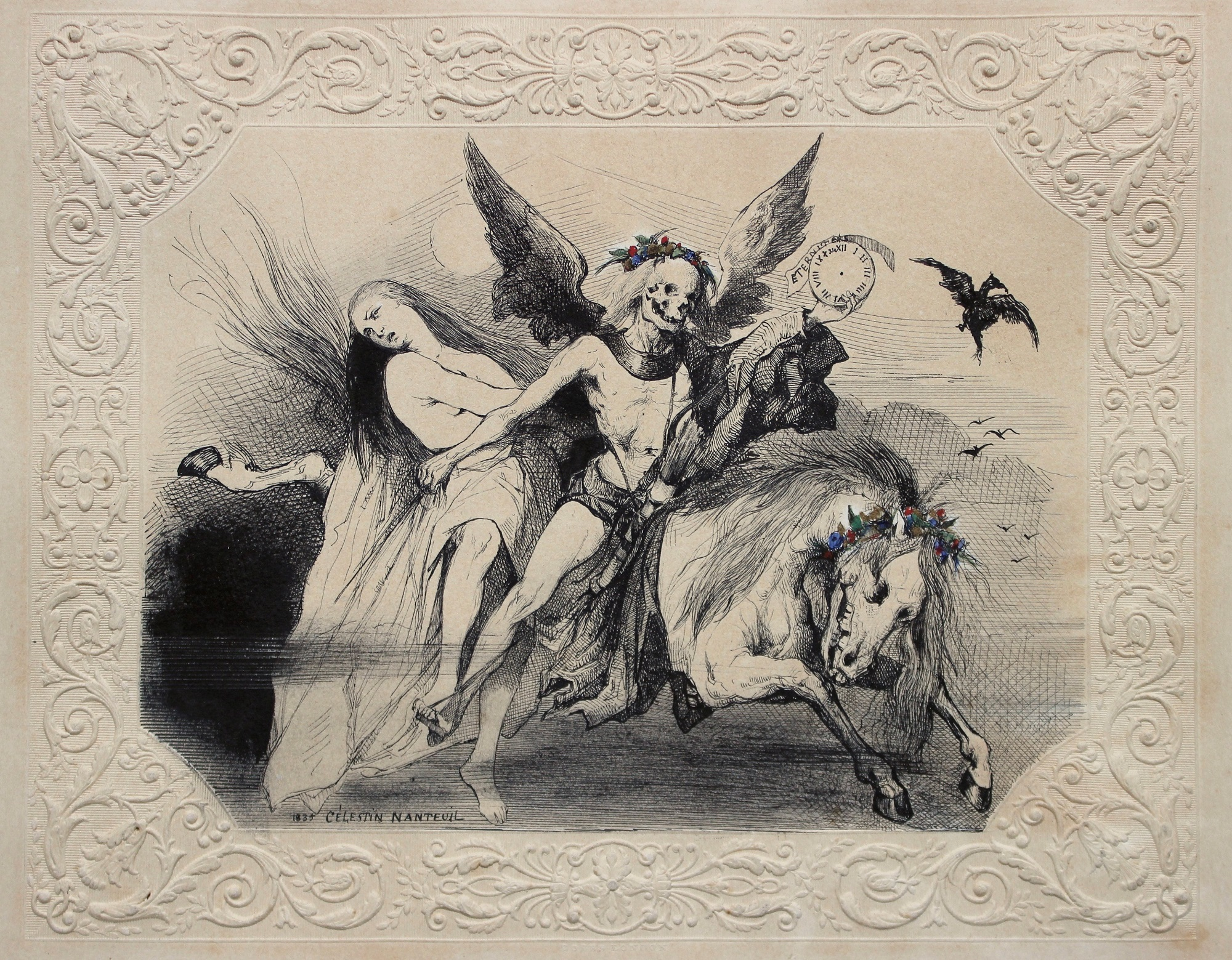
Célestin Nanteuil, La Ballade de Lénore, 1835.

Les trente-six strophes de six vers du Féroce chasseur sont, comme Lénore, remplis d’intérêt dramatique et d’effets de style. Cette mise en scène, toute chrétienne, de l’éternelle légende de l’homme entre le bon et le mauvais génie monte qu’à toute action méchante ou inhumaine que veut accomplir le chasseur, il trouve devant lui le chevalier blanc pour le retenir, le chevalier noir pour l’y pousser. Il cède à l’esprit du mal et, en punition de toutes ses cruautés, il est dévoré par sa propre meute. Au-dessus de la forêt, on voit passer, la nuit, dans les nuages, le chasseur poursuivi par ses chiens furieux. On peut citer presque au même rang : Des Pfarrers Tochter von Taubenhain (La Fille du pasteur), scène de séduction remarquable par la simplicité tragique et la profondeur de l’analyse ; Le Brave Homme, Les Chiens fidèles, L’Empereur et l’abbé, etc.
Bürger a aussi donné, comme poète lyrique, des odes, des chansons populaires, des chants d’amour, échos passionnés de ses sentiments personnels, des tableaux champêtres, des sonnets qui rendirent à ce genre la beauté de forme qui lui est propre, des épigrammes, etc. Il a, en outre, traduit les cinq premiers livres de l’Iliade en vers métriques, le quatrième livre de l’Énéide, et Macbeth en prose. On lui doit aussi la traduction (très remaniée) de l’anglais des Voyages et aventures merveilleuses du baron de Munchhausen de Rudolf Erich Raspe (Göttingen, 1787), dont on l’a même considéré comme l’auteur tant la traduction qu'il en a faite en allemand diffère de l'original anglais. Il rédigea, en 1790-1791, le Journal de l’Académie des belles-lettres (Akademie der schönen Redekünste), et depuis 1779 jusqu’à sa mort l’Almanach des Muses (Musenalmanach).
À part les recueils des Poésies de Bürger (Gedichte, Göttingen, 1778, avec gravures, et 1789), ses Œuvres complètes ont eu de nombreuses éditions. La première est celle de Charles de Reinhard (Sämtliche werke, Göttingen, 1796-1798, 4 vol. ; nouv. édit., 1844). L’édition compacte donnée par Bohtz (Gesamtausgabe, Ibid., 1835, 1 vol.), contient toutes les lettres connues du poète et sa biographie par Althof. Une autre édition a été aussi publiée avec la vie de l’auteur par Dœring (Werke Bürgers, Berlin, 1824-1825, 7 vol. ; nouvelle édition, Göttingen, 1847). Les Ballades ont été très souvent imprimées à part avec ou sans illustrations. Outre la Vie de Bürger, dans les éditions citées, O. Millier, Bürger, ein deutsches Dichterleben (Francfort, 1845), roman assez maladroitement mis en drame par Mosenthal et en poème par Léonard.
La traduction de Lénore par Gérard de Nerval a inspiré le tableau Lénore - Les morts vont vite, 1830, à Ary Scheffer : deux versions répertoriées : Musée de la vie romantique, Hôtel Scheffer-Renan, Paris ; et Palais des beaux-arts de Lille.

### Poésie
- (de) Gedichte, mit Kupferstichen von Daniel Nikolaus Chodowiecki, Göttingen 1778 (2. Ausg. 1789)
- Lénore
- (de) Der Bauer an seinen durchlauchtigen Tyrannen (poème, 1774)

### Traductions
- (de) Wunderbare Reisen zu Wasser und zu Lande, Feldzüge und lustige Abenteuer des Freiherrn von Münchhausen : wie er dieselben bei der Flasche im Zirkel seiner Freunde selbst zu erzählen pflegt, 1786 (erw. Ausgabe 1789)
- (de) Des Freiherrn von Münchhausen einzig wahre Erlebnisse zu Wasser und zu Land, zu Pferd und zu Fuß, im Krieg und Frieden, in der Luft sowie in mehrerer Herren Länder / In diesem Jahre ganz neu verfaßt von Ihm selbst. Und versehen mit sehr wunderlichen Zeichnunggen nach der Natur aufgenommen von dem Maler August von Wille. Düsseldorf 1856 Exemplaire numérisé de la BU de Düsseldorf

### Écrits théoriques
- (de) Über Volkspoesie. Aus Daniel Wunderlichs Buch, 1776
- (de) Lehrbuch des Deutschen Styles, hrsg. von Karl von Reinhard, 1826
- (de) Aesthetische Schriften: Supplement zu allen Ausgaben von Buergers Werken. hrsg. Karl von Reinhard. 1832
- (de) Akademie der schönen Redekünste, hrsg. von G. A. Bürger. Bd. 1 1790/97, Bd. 2.1798 (?)

## Sources
- Gustave Vapereau, Dictionnaire universel des contemporains : contenant toutes les personnes notables de la France et des pays étrangers, t. 1, Paris, Hachette et cie, 1893, 5e éd., 2096 p., p. 341-2.